# Pelochrista collilonga
Pelochrista collilonga es una especie de polilla perteneciente al género Pelochrista, categorizada en la tribu Eucosmini, de la subfamilia Olethreutinae.

## Distribución
Se distribuye por Estados Unidos.

## Taxonomía
Fue descrita por Blanchard & Knudson en 1984 y publicada por primera vez en Proc. ent. Soc. Wash. 86: 446.